# Lakeith Stanfield
Lakeith Stanfield, również LaKeith Lee Stanfield, Keith Stanfield (ur. 12 sierpnia 1991 w San Bernardino) – amerykański aktor i muzyk. Nominowany do Oscara w 2021 roku za najlepszą drugoplanową rolę w filmie Judasz i Czarny Mesjasz.

## Życiorys

### Młodość
Urodził się w San Bernardino w Kalifornii jako syn Karen (z domu Moore). Dorastał w Riverside i Victorville. Wychowywał się w biednej rozbitej rodzinie. Sam siebie określił jako „dziwny dzieciak” w liceum, gdzie nie miał wielu przyjaciół i w wieku 14 lat odnalazł swoje miejsce w licealnym klubie teatralnym. Uczęszczał do John Casablancas Modeling and Career Center w Los Angeles. W tym czasie zaczął brać udział w pierwszych przesłuchaniach do reklam.

### Kariera
Zadebiutował w 2009 roku rolą w krótkometrażowym filmie Short Term 12. Praca dyplomowa Destina Daniela Crettona zdobyła nagrodę jury na Sundance Film Festival. Rok później pojawił się w kolejnym krótkim metrażu Gimme Grace. Kontynuując spełnianie swoich marzeń o aktorstwie zaczął pracować na wielu różnych zawodach, takich jak dekarz czy ogrodnik, a także w przedsiębiorstwie AT&T i legalnej aptece marihuany. W końcu ponownie skontaktował się z nim Cretton, który zaoferował mu angaż w pełnometrażowej wersji Short Term 12. Występ w Przechowalni numer 12 okazał się być wówczas jego debiutem w filmie fabularnym, a także stał się jednym aktorem, który zagrał zarówno w krótkometrażowej, jak i pełnometrażowej wersji filmu.
W 2014 pojawił się w Nocy oczyszczenia: Anarchii oraz Selmie. W tym drugim filmie sportretował aktywistę walczącego o prawa człowieka Jimmiego Lee Jacksona. Rok później zagrał z kolei rapera Snoop Dogga w biograficznym filmie Straight Outta Compton opowiadającym o powstaniu zespołu hip-hopowego N.W.A. W kolejnych latach pojawił się w takich uznanych produkcjach jak Dorastanie dla początkujących, Uciekaj!, Przepraszam, że przeszkadzam, Na noże czy Nieoszlfowane diamenty.
Za rolę informatora FBI Williama O’Neala w opartym na faktach filmie Judasz i Czarny Mesjasz otrzymał w 2021 roku nominację do Oscara w kategorii Najlepszy aktor drugoplanowy.
Rozpoczął karierę muzyczną pod pseudonimem Hitekal, w 2021 pracował nad debiutanckim albumem Self Control. Jest członkiem zespołu muzycznego Moors.

## Życie prywatne
Od 2015 był w związku z aktorką Xoshą Roquemore. Para wzięła ślub w czerwcu 2017 roku. Jeszcze w tym samym roku urodziła im się córka. Mieszka w Hollywood Hills.

## Filmografia
| Rok  | Tytuł                         | Rola                           |
| ---- | ----------------------------- | ------------------------------ |
| 2008 | Short Term 12                 | Mark                           |
| 2013 | Przechowalnia numer 12        | Marcus                         |
| 2014 | Noc oczyszczenia: Anarchia    | Młody mężczyzna w masce upiora |
| 2014 | Selma                         | Jimmie Lee Jackson             |
| 2014 | The Fires, Howling            | Zostający                      |
| 2015 | King Ripple                   | King Ripple                    |
| 2015 | The Ferguson Case, Verbatim   | Dorian Johnson                 |
| 2015 | Tracks                        | Lawrence                       |
| 2015 | Dorastanie dla początkujących | Marquis a.k.a. Bug             |
| 2015 | Straight Outta Compton        | Snoop Dogg                     |
| 2015 | Miles Davis i ja              | Junior                         |
| 2015 | Memoria                       | Max                            |
| 2016 | Żywy towar                    | Lewis                          |
| 2016 | Hard World for Small Things   | Sev                            |
| 2016 | Snowden                       | Patrick Haynes                 |
| 2017 | Crown Heights                 | Colin Warner                   |
| 2017 | Uciekaj!                      | Andre Hayworth / Logan King    |
| 2017 | Niesamowita Jessica James     | Damon                          |
| 2017 | Machina wojenna               | Kapral Billy Cole              |
| 2017 | Izzy zapieprza przez miasto   | George                         |
| 2017 | Notatnik śmierci              | L                              |
| 2017 | Quest                         | Diego                          |
| 2018 | Przepraszam, że przeszkadzam  | Cassius "Cash" Green           |
| 2018 | Come Sunday                   | Reggie                         |
| 2018 | Dziewczyna w sieci pająka     | Edwin Needham                  |
| 2018 | Time of the Day               | we własnej osobie              |
| 2019 | Ktoś wyjątkowy                | Nate Davis                     |
| 2019 | Nieoszlifowane diamenty       | Demany                         |
| 2019 | Na noże                       | Porucznik Elliott              |
| 2020 | Fotografia                    | Michael Block                  |
| 2021 | Judasz i Czarny Mesjasz       | William O’Neal                 |
| 2021 | The Harder They Fall          | Cherokee Bill                  |

| Rok       | Tytuł               | Rola              |
| --------- | ------------------- | ----------------- |
| 2016-2022 | Atlanta             | Darius Epps       |
| 2018      | Co lepsze momenty   | we własnej osobie |
| 2019-2020 | BoJack Horseman     | Guy (głos)        |
| 2020      | The Eric Andre Show | we własnej osobie |
| 2021      | Yasuke              | Yasuke (głos)     |